# Aconquija
Aconquija, aussi surnommée Las Estancias, est une localité urbaine et rurale argentine située dans la province de Catamarca et dans le département d'Andalgalá. Aconquija possède une superficie de 112,217 hectares, une population stable de 3 000 habitants et un flux touristique annuel de 5 000 visiteurs. Cette situation géographique relie la zone au sud de Tucumán, au centre et à l'ouest de Catamarca, ce qui lui confère un potentiel d'intégration régionale notable.

## Patrimoine naturel
Son patrimoine naturel compte, parmi ses ressources les plus importantes, un paysage touristique, un microclimat frais, de nombreuses rivières, d'abondants pâturages naturels et des zones pour d'agriculture conventionnelle.

## Patrimoine culturel
Le patrimoine culturel comprend d'importants sites archéologiques préhispaniques, tels que le Pucará d'Aconquija, classé au patrimoine mondial de l'UNESCO, ainsi qu'un plan urbain intéressant avec des zones résidentielles de maisons de week-end organisées autour d'un axe de liaison remarquable, qui tire parti de l'activité sociale et récréative pendant la saison estivale.

## Tourisme
Le tourisme d'été a débuté à la fin des années 1920 et au début des années 1930, formant l'un des premiers villages touristiques de la région. Depuis, Aconquija accueille environ 5 000 touristes, qui logent dans environ 800 maisons et hôtels privés.